# Afromontane

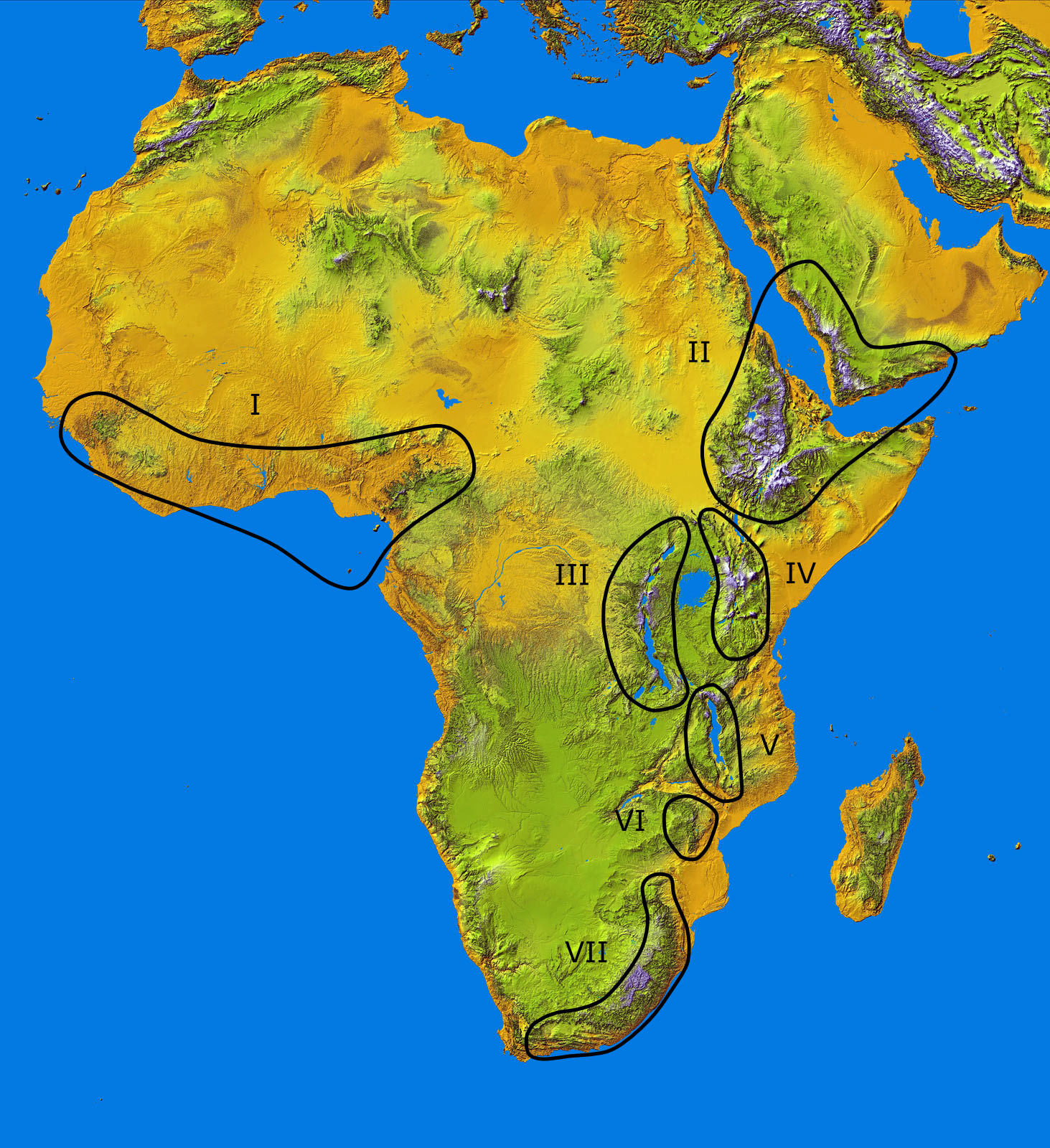
Các khu vực núi cao châu Phi: I. Cao nguyên Tây Phi và Cameroon, II. Cao nguyên Ethiopia và Ả Rập, III. Tách giãn miền Tây (Albertine), IV. Tách giãn miền Đông. V. Tách giãn miền Nam, VI. Cao nguyên miền Đông, VII. Drakensberg.

Miền núi châu Phi là một phân miền nhiệt đới châu Phi và các loài động, thực vật phổ biến của khu vực miền núi thuộc Châu Phi và bán đảo Ả Rập.
Các loài này thường có phân bố sinh thái ở độ cao khoảng 1.500-2.000 mét so với mực nước biển ở khu vực gần xích đạo, nhưng chỉ khoảng 300 mét ở vùng rừng núi Knysna-Amatole của Cộng hòa Nam Phi). Rừng miền núi châu Phi nói chung lạnh và ẩm hơn so với vùng đất thấp xung quanh.
Quần đảo miền núi châu Phi chủ yếu chạy theo Tách giãn Đông Phi từ Hồng Hải tới Zimbabwe, với các khu vực lớn nhất trong cao nguyên Ethiopia, tách giãn Albertine thuộc Uganda, Rwanda, Burundi, Cộng hòa Dân chủ Congo, Tanzania, và các cao nguyên vòng cung miền Đông thuộc Kenya và Tanzania. Các khu vực miền núi châu Phi khác bao gồm dãy núi Drakensberg ở miền nam châu Phi, cao nguyên Cameroon và các núi lửa thuộc đường Cameroon, bao gồm núi Cameroon, đảo Bioko và São Tomé.

## Các khu vực sinh thái miền núi châu Phi
Rừng ẩm lá rộng nhiệt đới và cận nhiệt đới
- Rừng miền núi tách giãn Albertine (Cộng hòa Dân chủ Congo, Burundi, Rwanda, Tanzania, Uganda)
- Rừng cao nguyên Cameroon (Cameroon, Nigeria)
- Rừng miền núi Đông Phi (Kenya, South Sudan, Tanzania, Uganda)
- Rừng vòng cung miền Đông (Tanzania, Kenya)
- Rừng miền núi Ethiopia (Djibouti, Eritrea, Ethiopia, Somalia, Sudan)
- Rừng miền núi Guinea (Guinea, Côte d'Ivoire, Liberia, Sierra Leone)
- Rừng miền núi Knysna-Amatole (Nam Phi)
- Rừng ôn đới châu Phi phương Nam (Tỉnh Tây Cape của Nam Phi)
- Rừng miền núi đỉnh Cameroon và Bioko (Cameroon, Guinea Xích đạo)

Đồng cỏ, đồng cây bụi và đồng rừng núi cao
- Thảm rừng-đồng cỏ núi cao Angola (Angola)
- Xavan và đồng cỏ dốc đứng Angola (Angola)
- Đồng cỏ và đồng rừng núi cao Drakensberg (Lesotho, Nam Phi)
- Đồng cỏ, đồng rừng và rừng miền núi Drakensberg (Lesotho, Nam Phi, Swaziland)
- Đồng thạch nam miền núi Đông Phi (Kenya, Nam Sudan, Tanzania, Uganda)
- Thảm rừng-đồng cỏ miền núi Đông Zimbabwe (Mozambique, Zimbabwe)
- Đồng cỏ và đồng rừng miền núi Ethiopia (Eritrea, Ethiopia)
- Đồng thạch nam miền núi Ethiopia (Ethiopia)
- Đồng cỏ Highveld (Lesotho, South Africa)
- Thảm rừng-đồng cỏ cao nguyên Jos (Nigeria)
- Đồng cây bụi Maputaland-Pondoland (Mozambique, Nam Phi, Swaziland)
- Rừng ôn đới châu Phi phương Nam (Tỉnh Tây Cape của Nam Phi)
- Đồng thạch nam miền núi Rwenzori-Virunga (Cộng hòa Dân chủ Congo, Rwanda, Uganda)
- Thảm rừng-đồng cỏ miền núi Nam Malawi (Malawi, Mozambique)
- Thảm rừng-đồng cỏ miền núi Tách giãn phương Nam (Malawi, Tanzania)

Đồng cây bụi sa mạc và đất khô cằn
- Đồng rừng miền núi Tây nam Ả Rập (Ả Rập Saudi, Yemen)

## Hình ảnh

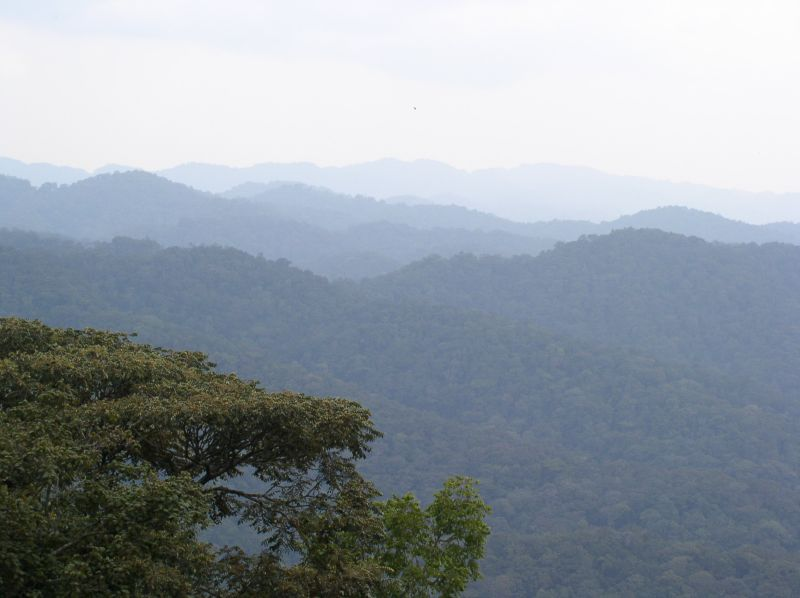
Rừng rậm Biwindi ở Uganda
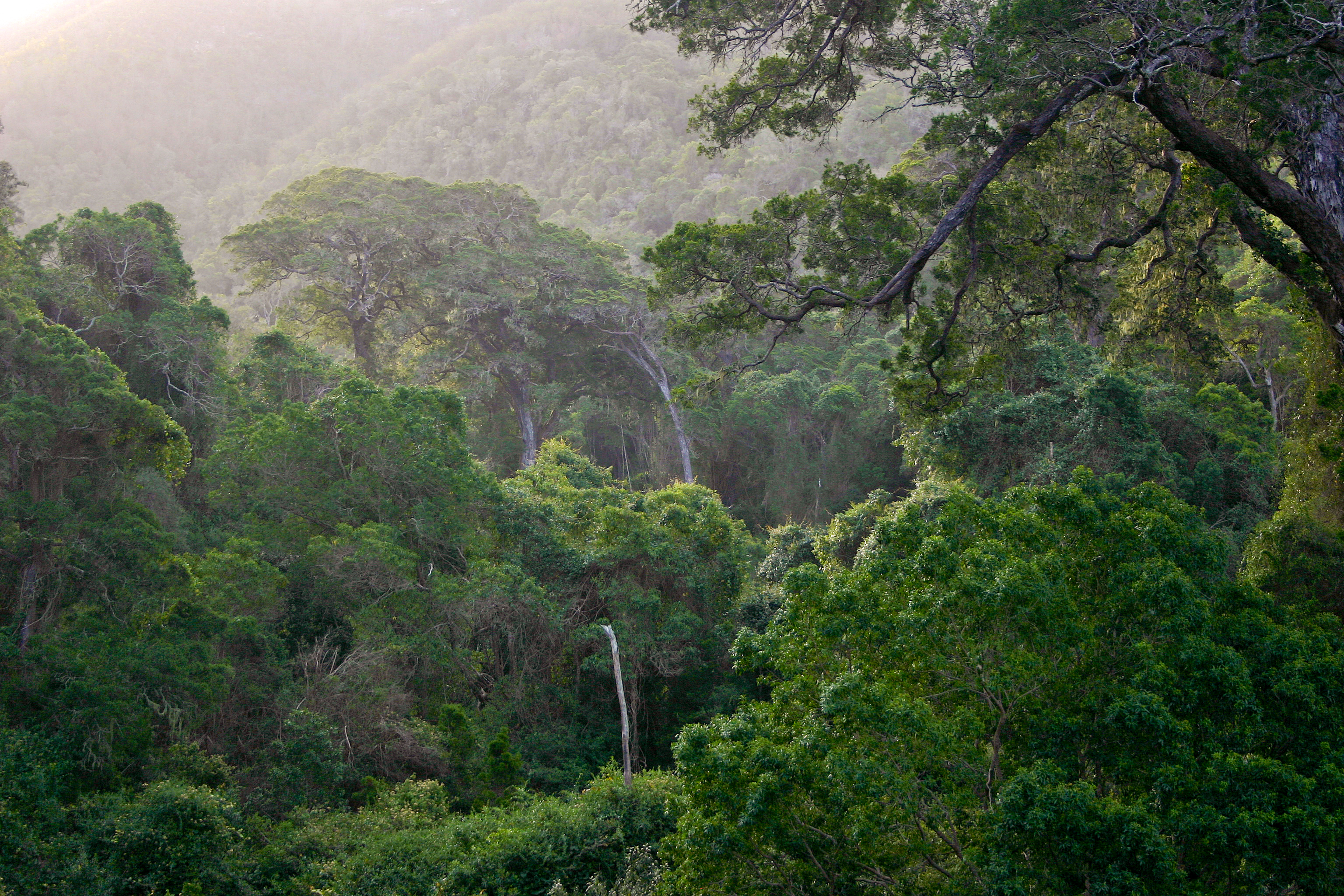
Rừng Afrocarpus falcatus gần Nature's Valley, Nam Phi.